# Commando Arājs
Commando Arājs (o Sonderkommando Arājs), è una speciale unità ausiliaria di polizia della Lettonia (in lingua tedesca Lettische Hilfspolizei) che fu guidata durante la seconda guerra mondiale dall'SS-Sturmbannführer Viktors Arājs. Subordinata al servizio di sicurezza nazista, è stata durante l'Olocausto una delle più spietate unità di sterminio.
Fondata all'inizio di luglio del 1941 - cioè poco dopo l'occupazione tedesca della città di Riga - da Franz Walter Stahlecker, comandante dell'Einsatzgruppen "A" e comandante del Befehlshaber della Sicherheitspolizei nonché SD per il Reichskommissariat Ostland, l'unità prese parte a svariate delle atrocità naziste - come l'uccisione di ebrei, rom e malati mentali - compiendo anche azioni punitive e massacri a danno di civili lungo il confine orientale della Lettonia con la Russia e la Bielorussia. In totale, il commando uccise ventiseimila ebrei.
Il commando - molti dei cui uomini servirono presso il campo di concentramento di Salaspils - prese parte a esecuzioni di massa di ebrei del ghetto di Riga mentre altre diverse migliaia furono deportate dalla Germania a Rumbula il 30 novembre e l'8 dicembre dello stesso anno.

## Giorno della Memoria
L'Arājs Kommando fu anche responsabile, il 4 luglio 1941, dell'incendio della Grande Sinagoga di Riga. Questo episodio viene ricordato in Lettonia ogni 4 luglio, dedicato al Giorno della Memoria in ricordo dell'Olocausto.
Dell'unità facevano parte inizialmente circa trecento membri, saliti poi fino a 500 e poi ancora nel 1942 a 1200 durante il culmine della repressione della Resistenza sovietica.
Nella fase finale della guerra, l'unità venne sciolta e il personale che la componeva trasferito nella speciale Legione lettone.
Dopo aver trovato rifugio per decenni in Germania Ovest, Viktors Arājs venne individuato, arrestato e processato per i crimini commessi. In Australia trovò invece rifugio uno degli ufficiali del commando, Konrads Kalējs. I governi di Canada, Stati Uniti, Regno Unito ad inizio degli anni duemila ne chiesero l'estradizione per sottoporlo a processo per genocidio, ma l'ufficiale morì prima che l'estradizione avvenisse.